# Sorhoanus involutus
Sorhoanus involutus är en insektsart som beskrevs av Hamilton 2002. Sorhoanus involutus ingår i släktet Sorhoanus och familjen dvärgstritar. Inga underarter finns listade i Catalogue of Life.